# Seasons in Black
Seasons in Black ist eine deutsche Dark-Metal-Band aus dem Bayerischen Wald.

## Bandgeschichte
Die Band gründete sich 1996 als Black-/Death-Metal-Band. Von der ursprünglichen Besetzung ist mittlerweile niemand mehr dabei. Mit Sänger Ludwig „Lucki“ Maurer, dem Gitarristen Roman Adam, Keyboarder Markus Neumeier und Schlagzeuger Harald Hemauer existiert seit über 15 Jahren jedoch ein stabiles Line-up, das auf allen drei Alben der Band aktiv war. 2021 kam Leon Hanff als Leadgitarrist hinzu. Der Bandname stammt von Seasons of Black, einem Song vom End-of-Green-Debütalbum Infinity.
2005 erschien ihr Debütalbum Deadtime Stories über das Independent-Label Black Attakk. Das Album war deutlich am Gothic Metal orientiert.
2013 erschien das Album The Swansong Diearies als Eigenproduktion. Das Album war wieder stärker am Death-/Black-Metal orientiert. Nach dem Album machten sich Roman Adam und Ludwig Maurer selbstständig, so dass die Band mehrfach pausieren musste. Erst während der COVID-19-Pandemie kam die Band wieder vermehrt zusammen und arbeitete an neuem Material.
Am 4. Juli 2025 erschien das dritte Album Athropocene über das Label Apostasy Records. Mit dem Album erreichte die Band erstmals die deutschen Charts. Auf dem Album sind als Gastsänger Michael Rhein (In Extremo), Michelle Darkness (End of Green) und Hannes Ringlstetter zu hören. Das Album enthält außerdem ein Cover von Inside der schottischen Band Stiltskin. Im gleichen Jahr spielte die Band sowohl auf dem Summer Breeze, wo Maurer für das Catering verantwortlich zeichnet, sowie auf dem Wacken Open Air.

## Musikstil
Nach ersten Gehversuchen im Death- und Black-Metal-Sound entwickelte Seasons in Black eine eigene Mischung aus verschiedenen Musikstilen, die sie „Doomcore“ taufte. Er hat aber mit der ursprünglichen Bezeichnung für einen punklastigen Doom Metal nichts zu tun. Vielmehr handelt es sich bei dem Stil der Band um eine Mischung aus Gothic Metal, Hardcore Punk und Groove Metal.

## Diskografie

### Alben
- 2004: Deadtime Stories (Black Attakk)
- 2013: The Swansong Diearies (Eigenproduktion)
- 2025: Anthropocene (Apostasy Records)

### Split-Singles
- 2002: Blütenphantasie (7″, mit Seelenschmerz)